# Mercurial
Mercurial ist ein plattformunabhängiges, verteiltes Versionskontrollsystem zur Software-Entwicklung. Es wird nahezu vollständig in Python entwickelt: lediglich eine diff-Implementierung, die mit binären Dateien umgehen kann, ist in C umgesetzt. Mercurial kann über die Kommandozeile benutzt werden. Alle Kommandos beginnen mit „hg“, dem Elementsymbol von Quecksilber (englisch mercury).
Entwicklungsschwerpunkte von Mercurial sind Effizienz, Skalierbarkeit und robuste Handhabung von Text- und Binärdateien. Bei Mercurial wird das Repository des Projektes, an dem man entwickeln will, „geklont“, also eine lokale Kopie erstellt. Auf dieser lokalen Kopie stehen dann die üblichen Funktionen zur Verfügung, beispielsweise das Erstellen neuer Revisionen, changeset genannt.
Die Fähigkeit, Entwicklungszweige zu erstellen und zusammenzuführen (engl.: „branching“ und „merging“), ist fester Bestandteil von Mercurial. Eine integrierte Web-Schnittstelle steht zur Verfügung; Drittanbieter stellen grafische Frontends oder Plugins für Entwicklungsumgebungen zur Verfügung.

## Geschichte
Am 19. April 2005 wurde Mercurial von Matt Mackall auf der Linux-Kernel-Mailingliste angekündigt. Ausschlaggebend war die Ankündigung der Firma BitMover, die z. B. für den Linux-Kernel als Versionskontrollsystem eingesetzte Software BitKeeper nicht mehr in einer kostenlosen Version bereitzustellen. Ungefähr zur gleichen Zeit hatte Linus Torvalds damit begonnen, ein eigenes Projekt namens Git zu starten, welches ähnliche Ziele verfolgt wie Mercurial.
Offiziell wird für den Linux-Kernel Git benutzt, allerdings gibt es auch Kernel-Entwickler, die Mercurial einsetzen.

## Verbreitung
Mercurial wird von einigen bekannten Software-Projekten und Firmen eingesetzt. Unter anderem findet es Einsatz bei Facebook, Mozilla (Firefox, Thunderbird), SourceForge, NetBeans IDE und Dovecot.

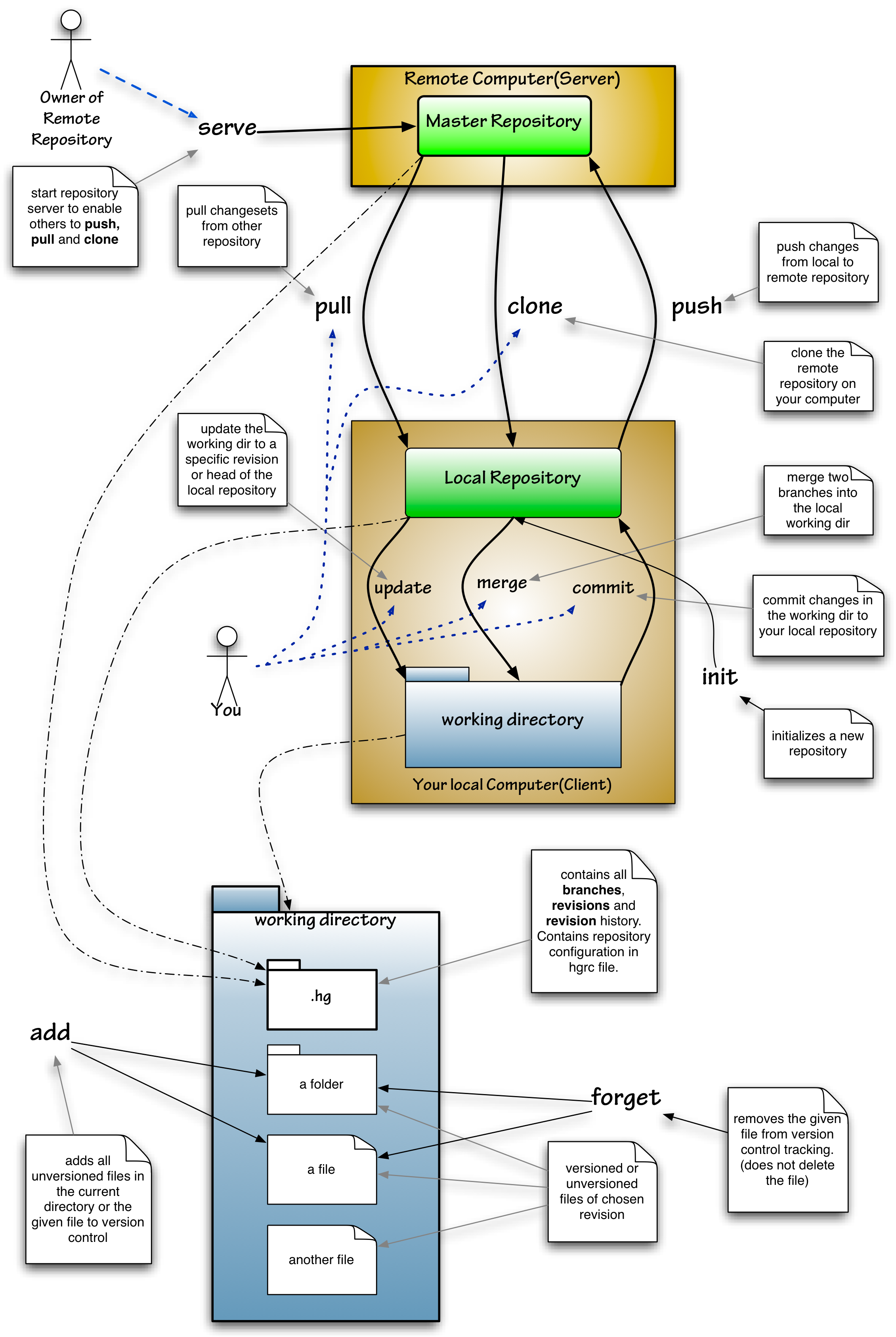
Abbildung 1: Einige wichtige Operationen von Mercurial und ihre Beziehungen.

## Grafische Oberflächen
Für Microsoft Windows und Gnome/Nautilus steht mit der grafischen Oberfläche TortoiseHg, und macOS mit MacHg und Murky, ein jeweils einfach zu bedienendes Frontend zur Verfügung, das die Benutzung von Mercurial ohne Kommandozeilenbefehle erlaubt.
Verschiedene integrierte Entwicklungsumgebungen wie Netbeans, Eclipse, Android Studio, Delphi oder der Qt Creator unterstützen Mercurial direkt aus der grafischen Oberfläche, in der Regel durch ein Plug-in, welches entweder mitgeliefert oder nachträglich installiert wird. MercurialEclipse erlaubt dabei auch das Arbeiten mit Patch Queues (mq).